# Pierre Joseph Devaraignes
Pierre Joseph Bernard Devaraignes est un homme politique français né en 1751 à Strasbourg (Bas-Rhin) et décédé le 25 août 1807 à Paris.
Ingénieur des ponts et chaussées à Langres, il est député de la Haute-Marne de 1791 à 1792, siégeant dans la minorité protestant contre les actes révolutionnaires.

## Sources
- « Pierre Joseph Devaraignes », dans Adolphe Robert et Gaston Cougny, Dictionnaire des parlementaires français, Edgar Bourloton, 1889-1891 [détail de l’édition]